# Raffaele Maddaluno
Raffaele Maddaluno (Roma, 17 dicembre 1988) è un pallanuotista italiano attaccante della Lazio.
Dopo essere cresciuto nelle giovanili di Roma Vis Nova e Lazio, inizia la carriera professionistica allo Sporting Club Tuscolano, in Serie B. Si trasferisce alla Roma con cui conquista la promozione in A1 alla fine della stagione 2008-09. La squadra capitolina retrocede la stagione successiva ma Maddaluno viene acquistato dal Latina in Serie A1, dove conquista la salvezza.
Passa alla Lazio nel 2011, dove conquista la sua seconda promozione personale dalla A2 alla A1.